# 威廉·雷希特曼·温奇圭拉
威廉·雷希特曼·温奇圭拉（義大利語：William Rejchtman Vinciguerra，2007年2月10日—），瑞典男子网球运动员。

## 早年生活
他从小就开始打网球，由他的父亲罗伯特（Robert）以及曾指导过玛丽亚·莎拉波娃和卡洛琳·沃兹尼亚奇的托马斯·霍格斯泰特执教。 2023年1月，他获得了Streber基金会的奖学金。
他的叔叔是前职业网球运动员安德烈亚斯·温奇圭拉。

## 青少年生涯
青少年时期，他闯入了在摩纳哥举行的欧洲网球大师赛总决赛，决赛中负于挪威选手尼古拉·布德科夫·谢尔。
他在2024年澳大利亚网球公开赛上完成了他的青少年大满贯首秀。 他参加了2024年温布尔登网球锦标赛的青少年组比赛，期间还与瑞典冰球运动员威廉·尼兰德一起练习。

## 职业生涯
他与利奥·博格搭档获得外卡，得以参加2024年瑞典网球公开赛的男子双打比赛，这也是他的ATP正赛首秀。